# ایردل (تگزاس)
ایدل، تگزاس(به انگلیسی: Iredell, Texas) شهری در ایالت تگزاس از ایالات جنوبی ایالات متحده آمریکا است. در سرشماری سال ۲۰۰۰، جمعیت این شهر ۳۶۰ نفر اعلام شد.